# Suzanne Masson (1901-1943)
Pour les articles homonymes, voir Suzanne Masson et Masson.

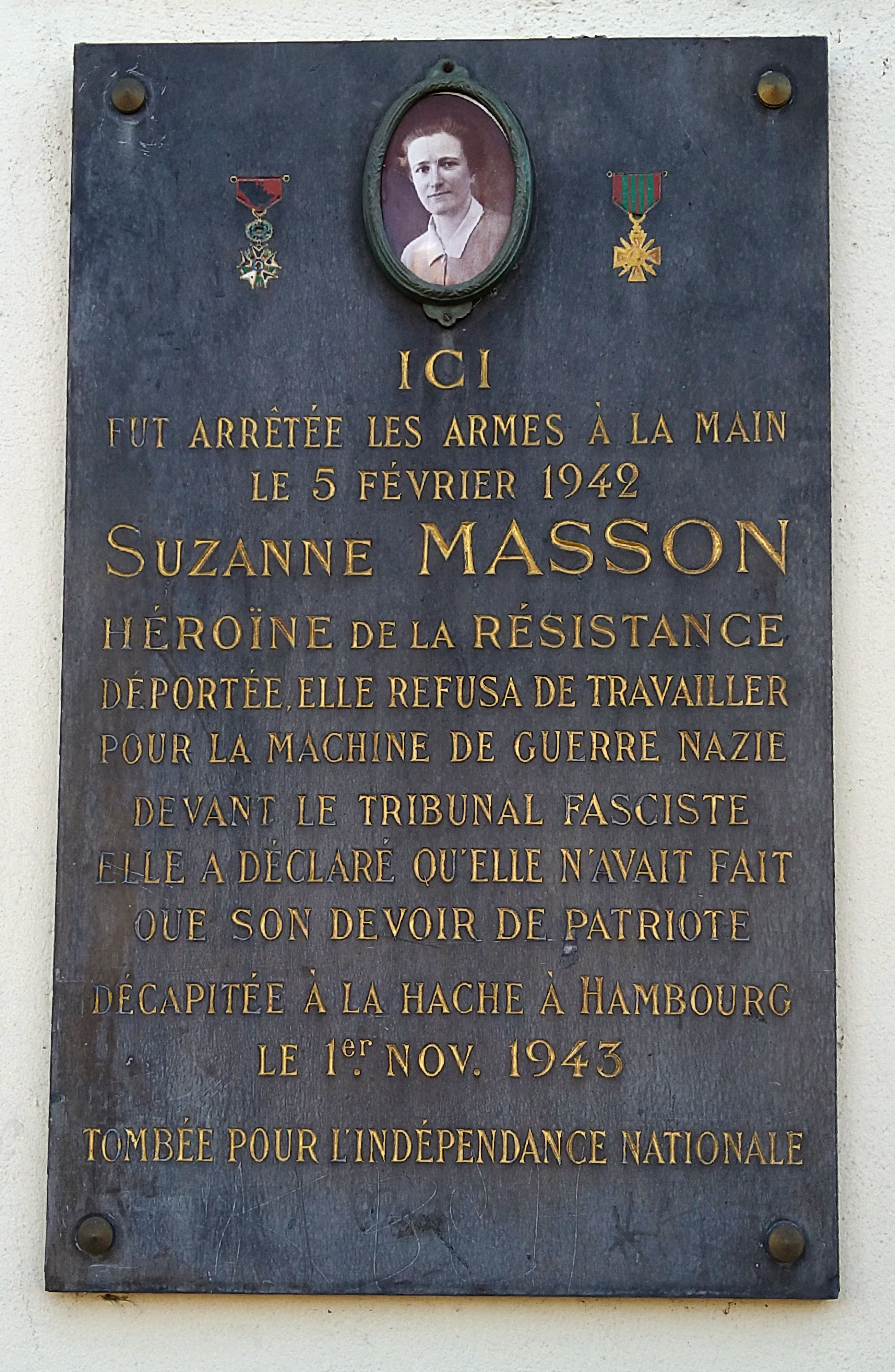
Plaque commémorative en l'honneur de Suzanne Masson au 95 boulevard Macdonald, Paris.

Suzanne Masson, née à Doullens (Somme) le 10 juillet 1901, exécutée le 1er novembre 1943 à Hambourg, est une militante syndicale et communiste française, qui s’illustra dans la Résistance.

## Biographie
Dessinatrice industrielle de formation, Suzanne Masson est embauchée à l'usine Rateau (devenue Alstom) de La Courneuve, seule femme à ce niveau de qualification à Rateau. Elle adhère à la CGTU en 1926 et prend sa carte du Parti communiste en février 1934. Elle est renvoyée après une grève en 1938.
À la suite des grèves de 1936 et de l'application des lois sociales qui en découle, le syndicat des métallurgistes CGT fait l'acquisition d'un bâtiment le 2 mai 1937 et ouvre une école de formation accélérée, impasse de la Baleine où, de 1937 à 1938. Suzanne Masson y exerce comme formatrice. En septembre 1939, l'école sera mise sous séquestre et fermera ses portes.
Militante de la fédération de la Seine du Parti communiste, elle participe aux actions de solidarité avec l'Espagne républicaine. Après l'interdiction du parti en 1939, elle milite dans la clandestinité, distribue des tracts. En mai 1941, elle adhère au Front national de résistance. Découverte, elle est arrêtée chez elle, au 95, boulevard Macdonald à Paris le 5 février 1942.
Internée à la prison pour femmes à la Petite-Roquette, puis à la prison de la Santé, elle est livrée à la Gestapo à la fin février 1942, puis déportée le 18 mai 1942 à Karlsruhe. Elle est transférée à Anrath, dans la Ruhr, où se trouve une prison d'application de peine de travaux forcés pour les femmes déportées dans le cadre de la procédure "NN" (Nuit et brouillard). Son parcours se poursuit à la prison de Lübeck-Lauerhof où elle est jugée pour détention d’armes, appels à la résistance contre l’occupant allemand et liaisons clandestines avec le Parti communiste français et condamnée à mort. Son avocat sollicite la grâce qu'elle a refusé de demander auprès des autorités allemandes, en vain. Elle est envoyée à Hambourg où elle est guillotinée.

## Mémoire

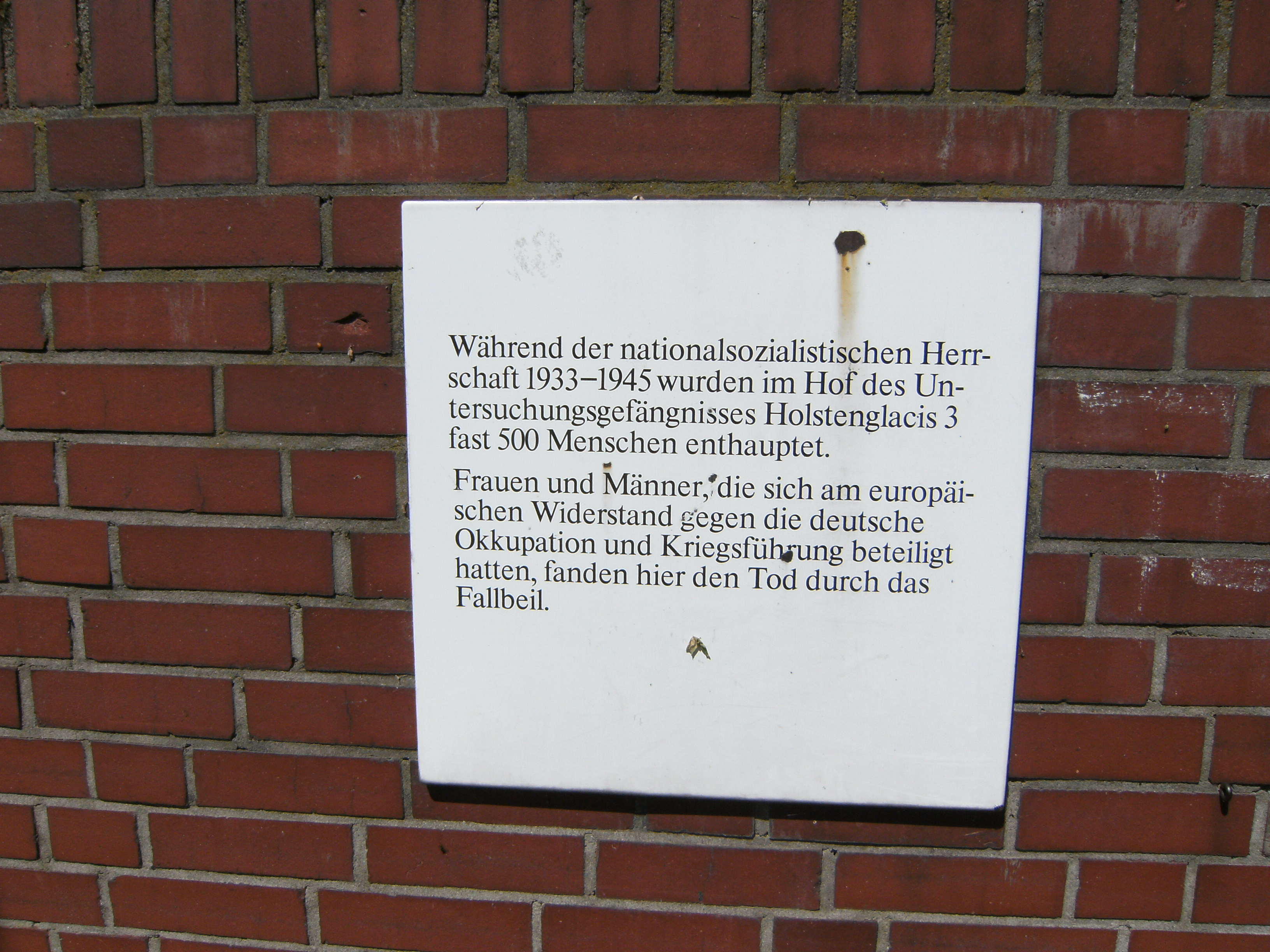
Plaque commémorative à l'arrière de la maison d'arrêt Holstenglacis à Hambourg, Allemagne. Résistance européenne - exécutions.

À titre posthume, elle est citée à l'ordre de la Nation et nommée chevalier de la Légion d'honneur en 1946 par Ambroise Croizat, ministre du Travail et de la Sécurité sociale,,.
Sur le terrain de la prison « Justizvollzugsanstalt Lübeck » à Lübeck (nommé aussi Lauerhof ou JVA Lübeck) une plaque commémorative a été inaugurée en 2014 pour les deux membres de la résistance France Bloch-Sérazin et Suzanne Masson. Suzanne Masson y était détenue du juin 1943 jusqu'au mois d'octobre 1943. Elle est ensuite guillotinée à Hambourg dans la cour de la prison « Justizvollzugsanstalt Hamburg ».
À l'arrière de la maison d'arrêt Holstenglacis à Hambourg, dans le parc « Kleine Wallanlagen » a été apposée une plaque commémorative en sa mémoire et celle de la résistante France Bloch-Sérazin, qui a été guillotinée au même endroit à Hambourg le 12 février 1943.
Peu de temps avant la fermeture de l'école de formation accélérée Bernard-Jugault (12e arrondissement de Paris) le centre de rééducation professionnelle Suzanne-Masson est créé dans les mêmes locaux en octobre 1950.
Une plaque dans la cour de l'usine Rateau de La Courneuve et une plaque commémorative boulevard Macdonald où elle fut arrêtée rappellent son souvenir.
En 2005, la rue de la Gare, proche de la gare de La Courneuve - Aubervilliers, est renommée rue Suzanne-Masson.
En 2014, une voie est créée à son nom dans le 19e arrondissement de Paris